# اچ‌ام‌اس دیادم (۱۷۸۲)
اچ‌ام‌اس دیادم (۱۷۸۲) (به انگلیسی: HMS Diadem (1782)) یک کشتی بود که طول آن ۱۵۹ فوت ۱۰ اینچ (۴۸٫۷۲ متر) بود. این کشتی در سال ۱۷۸۲ ساخته شد.